# Спогодба Лансинг-Ишии
Спогодбата Лансинг-Ишии (на японски: 石井・ランシング協定, Ишии-Раншингу Кьотей) представлява дипломатическа нота, подписана между САЩ и Японската империя на 2 ноември 1917 г., относно различията в позициите на двете страни спрямо съдбата на Китай.
Според документа, подписан от държавния секретар на САЩ Робърт Лансинг и японския специален пратеник Ишии Кикуджиро, двете страни се съгласяват да се придържат към т.нар. „Политика на отворената врата“ по отношение на териториалната и административна цялост на Китай. Въпреки това, САЩ също признават, че Япония има „специални интереси“в Китай, заради географското положение, особено в регионите, близки до японската територия. Това само по себе си е в противоречие с Политиката на отворената врата.
В таен протокол, прикрепен към спогодбата, двете страни се съгласяват да не се възползват от никакви специални икономически и политически възможности в Китай, които биха възникнали заради Първата световна война, за сметка на други държави, които участват във войната срещу Германия.
Спогодбата Лансинг-Ишии се представя като доказателство за загърбване на силното съперничество между САЩ и Япония в Китай, както и като повратна точка в японо-американските отношения. След подписването, Лансинг и Ишии оставят лични бележки, в които изразяват задоволството си от постигнатото споразумение. Ишии намеква, че разногласията със САЩ относно Китай са дело на германски агенти, които се стремят да изкривят представата за японските мотиви с цел да всеят раздор между съюзниците.
Всъщност, заради неясно формулираните ангажименти и възможността за различното им тълкуване се оказва, че след два месеца преговори не е решено нищо конкретно. Японското влияние в различни китайски райони продължава да е факт, като дори се засилва заради нестабилността на страната. Японците подкрепят различни военни диктатори в замяна на различни икономически и политически придобивки. Спогодбата е анулирана през април 1923 г. и е заменена с т.нар. „Договор на деветте сили“.
За японската страна спогодбата представлява потвърждаване на нейните специални интереси в Китай, но не и равенство с останалите европейски народи. Все пак това е признание, че Япония е нарастващ фактор в международните отношения.